# 植物組織培養

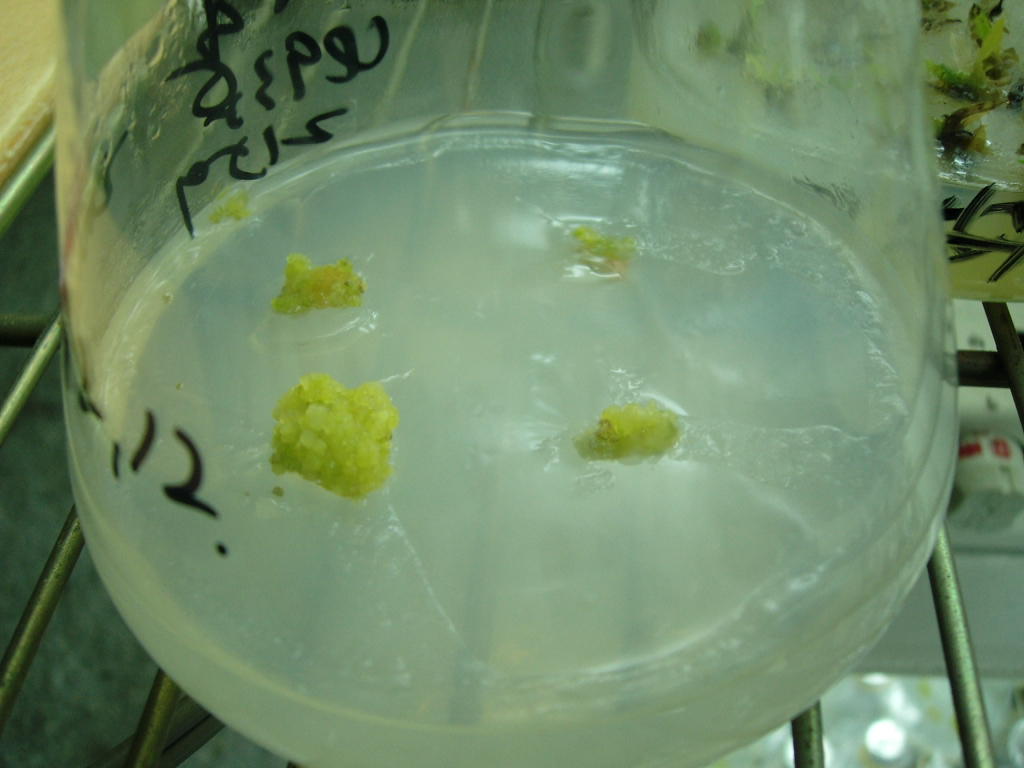
培養瓶中的培養基（白色半透明）與增生中的胡蘿蔔組織塊（綠色）。

植物組織培養（英語：Plant tissue culture）包括整株植物、器官、組織、細胞及原生質體等不同層次的培養，將這些材料置於能供給生存條件的培養基上，並能在無菌的狀況下使其正常生長的技術。植物組織培養應用的範圍相當廣泛，在基礎研究部分，可利用培養系統對植物細胞的營養、代謝、生長、分化、細胞遺傳等領域進行探究；而在實際應用方面，則包含健康無菌苗的大量繁殖、人造種子的生產、種源保存、突變誘導、多倍體、細胞融合及二次代謝物的生產等，近年來更發展到基因轉殖技術，對植物的改良與生產的增進都提供了更有效率的方式，為20世紀植物科學的一大突破。

## 歷史

### 概念
1838年及1839年，德國植物學家馬蒂亞斯·雅各布·施萊登以及特奧多爾·許旺，皆是從精子與卵子可以發育為完整生物體的觀點出發，以細胞生物學理論進行推測，各自發表了有關細胞全能性的猜想，但因兩人都沒辦法提出有力的實質證據，這樣的討論就因此停歇，然此概念卻成為組織培養發展的重要啟示:393。

### 基礎研究階段

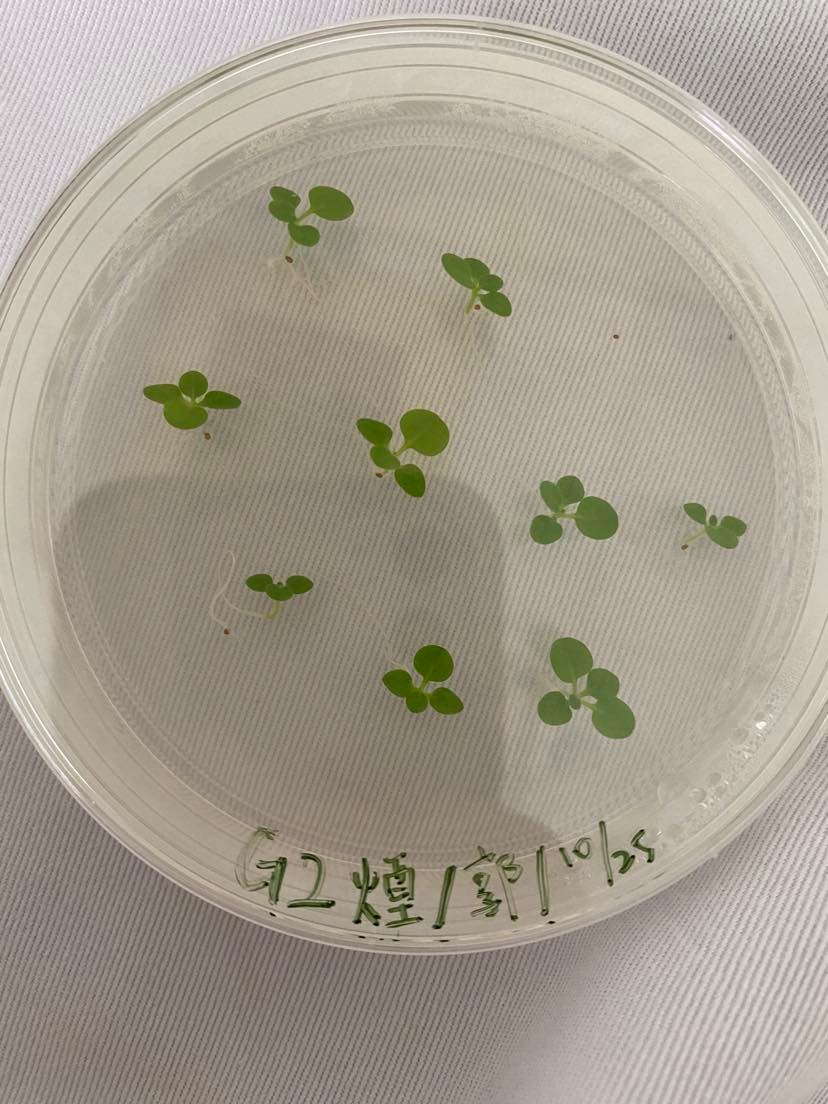
菸草之無菌播種

組織培養是許多科學技術之集大成而來的，因此若沒有基礎研究的堆疊，也不會發展出後來的組織培養技術。組織培養的起源最早可以追溯到1756年，法國植物學家亨利·路易·迪阿梅尔·迪蒙索對植物組織受傷後復原的探討，並描述了有關癒傷組織形成的過程，被視為組織培養研究的先驅。:807-818而後於1861年，德國專研無機鹽養分的農業化學家威廉·克諾普發表了克諾普培養液，為培養基之無機鹽成分組成奠下了根基:17。最後則是於1884年，義大利植物學家朱利葉斯·維斯納對植物細胞分裂調控做出詳細探究，成為日後組織培養技術發展的重要基礎:393。

### 探索階段
1893年，奧地利植物學家卡爾·海因茨·雷金格，將植物的芽、根部等組織放置在濕潤的砂礫上進行培養，欲探究植物組織增殖的限制。雖然此研究並非於無菌狀態下操作，不符合現今組織培養的定義，卻將「植物組織培養」的概念給實際化，因此被視為植物組織培養的先驅。:39420世紀初，在細胞學說的推動下，奧地利植物學家戈特利布·哈伯兰特於1902年發表了《植物離體細胞培養實驗 》。
提出了細胞全能性的猜想，推測離體細胞具有再生完整植株的潛力。為論證這一設想，他在加入蔗糖的克諾普培養液中以無菌方式培養單個離體細胞，期盼該細胞能進行分裂，再生為完整植株。遺憾的是，雖然能明顯觀察到該細胞的生長、細胞壁的增厚以及澱粉的形成等，但沒有一個細胞被誘導並發生分裂，無法在當時以實驗應證其假說。雖然如此，但哈伯蘭特仍是第一個做到無菌細胞培養的科學家，也因此被尊稱為組織培養之父。:2-3

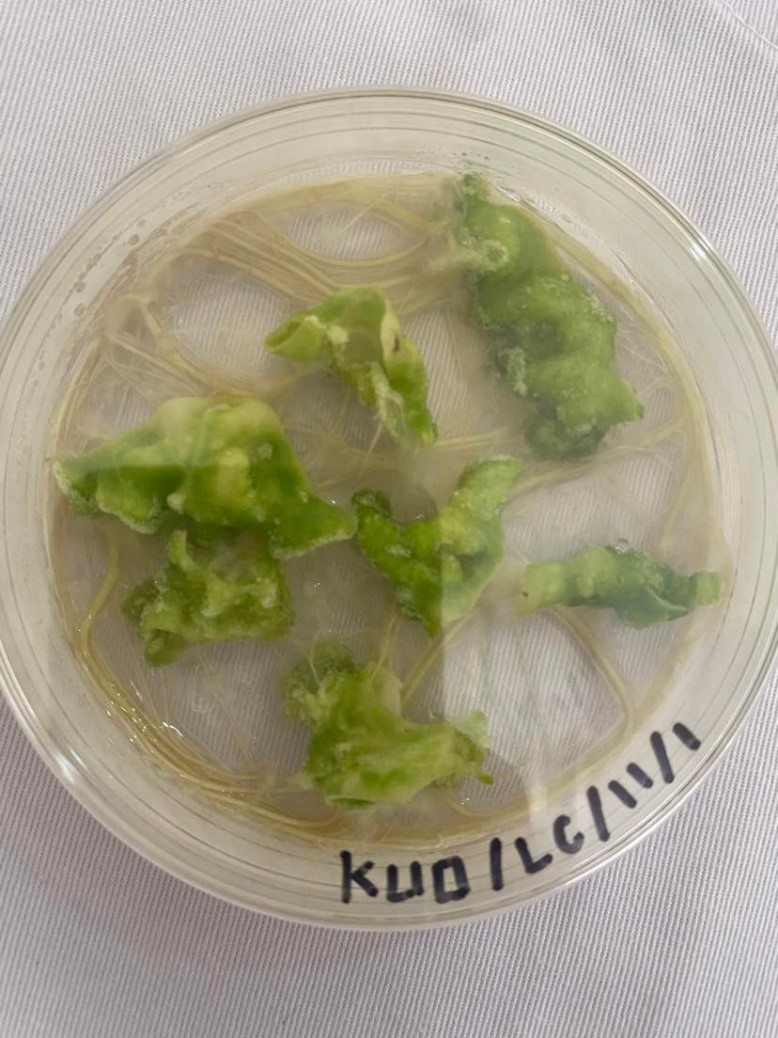
以菸草葉片組織為培殖體誘導細胞分化成根

自哈伯蘭特的實驗之後，直到1934年菲利普·羅德尼·懷特培養番茄根尖細胞成功為止，中間32年，植物組織培養技術仍處於探索之中，整體進展不大，主要僅在兩方面取得具深遠意義的結果。一方面是胚培養的實驗，1904年法國植物學家埃米爾·漢尼格（Hannig Emil）在無機鹽及蔗糖溶液中培養了胡蘿蔔與辣根菜的胚，並使這些胚在離體的下發育成熟。後來德國植物學家弗里德里希·萊巴赫在1925及1929發表了有關亞麻種子雜交後代胚拯救之過程，證明胚培養在植物遠源雜交育種應用之可能性；另一部份是根培養的實驗，1922年美國植物學家威廉·雅各布·羅賓斯與德國植物學家瓦爾特·科特（Walter Kotte）發表了有關根尖培養之結果，他們假設使用分化能力較強的細胞，會較容易進行組織培養，並以根尖細胞為試驗材料，最終證實使用分生組織做培養會比較容易的假設。:3另外，羅賓斯與同為美國植物學家的威利斯·愛德嘉·曼尼華（Willis Edgar Maneval）於1923年共同發表了《植物根尖培養的更多可能性》中首次創造了繼代培養的概念，以每兩周更換一次培養基的頻率，將玉米的根細胞繼代了20個星期。

### 奠基階段
到了1930年代中期，植物組織培養領域有兩大重要的發現：分別為維生素B與生長素對植物生長與發育的重要性。1934年，菲利普·羅德尼·懷特由番茄的根尖建立了第一個活躍生長的無菌系植物組織培養（7天繼代一次，共繼代160次），被視為是組織培養「真正的成功」為其後的研究奠定重要的基礎。起初，他在實驗中使用的培養基由無機鹽、酵母萃取物和蔗糖組成。於1937年，他在番茄根尖細胞培養的實驗中，將原配方中的酵母萃取物替換為吡哆醇、硫胺和菸鹼酸，證實了維生素B對於細胞組織培養的重要性，並加以改良，成為現今仍被廣泛使用的White培養基。同樣於1934年，法國植物學家罗歇·让·戈特雷在岩槭、西洋接骨木、黄花柳形成層的組織培養中發現，雖然組織能在含有葡萄糖及半胱胺酸的培養液中不斷增殖數個月，但只有在培養基中加入維生素B和生長素後，形成層組織的生長才會顯著增加。以此實驗作為基礎，於1939年，高瑟雷成功誘導並連續培養胡蘿蔔癒傷組織，與同樣於1939年發表了菸草以及胡蘿蔔的連續生長培養物的懷特及法國植物學家皮埃爾·諾貝古（Pierre Nobécourt）共同被譽為植物組織培養的奠基人。:396現在所用之培養方法與培養基，多是由這三位學者於1939年所建立方法和培養基演變的結果。:3
另外，於1940年代，組織培養技術的另一項發展是由美國植物學家範歐貝克（J. van Overbeek）以及阿爾伯特·法蘭西斯·布萊克斯利所共同發表，他們發現若在培養基內加入椰子水，會增加癒傷組織增值速度，表現甚至較使用生長素還要好，且在英國植物學家弗雷德里克·坎皮恩·史都華的推廣下，椰子水配方被廣泛的使用於組織培養領域，然而，其背後的機制待到1950年代， 才被正式釐清。1951年美國植物生理學家福爾克·卡爾·斯科格與中國植物生理學家崔澂共同發現，腺嘌呤或腺苷不但可以促進癒傷組織的生長，而且還能解除生長素對於芽造成的抑制作用，誘導芽的形成，從而確定了腺嘌呤與生長素比例是控制芽和根形成的主要條件之一。於 1955 年，福爾克·卡爾·斯科格正式將6-糠氨基嘌呤從酵母萃取物中分離出來，並命名為激動素（kinetin），並在之後被歸類為細胞分裂素。:3

### 快速發展階段
1960年之後，植物組織培養進入了快速發展時期，在研究內容上更加深入與紮實，且開始走向大規模生產的應用階段。:5
英國植物學家愛德華·科金於1960年時，用真菌纖維素酶分離，並培養大量的番茄根細胞原生質體，開創了植物原生質體培養與體細胞融合雜交的研究工作。同年，法國植物學家喬治·莫雷爾發展出了蘭科植物的莖頂培養，使蘭科植物的大量繁殖成為可能，這一技術使歐洲、美洲和東南亞的蘭花工業隨之興起。:51962年，威斯康星大學的村重敏夫和福爾克·卡爾·斯科格發表了促進菸草組織快速生長的培養基，其部分無機鹽的濃度相較於先前較常用的克諾普培養液來的高出很多，特別是NO3以及 NH4的含量，更超出了克諾普培養液的25倍以上，而這樣的配方，也在之後被廣泛改良與使用，並冠上兩人的名字，簡稱為MS 培養基:171。1964年，印度植物學家西普拉古哈-穆克吉與薩提許·錢德拉·馬赫什瓦里成功地透過曼陀羅花藥培養獲得單倍體植株，這一發現掀起了使用單倍體技術來加速育種的熱潮，直至現在，對花藥進行誘導仍是產生單倍體植株時十分常見的方法。1971年，日本植物學家永田敏行與武部格首次獲得了菸草的原生質體再生植株，這一成功不僅促進了體細胞雜交技術的發展，也為外源基因導入提供了理想的材料。:51972年彼得·Ｓ·卡爾森（Peter S. Carlson）成功的將兩種菸草透過體細胞融合的方式進行雜交，其後原生質體植株再生與體細胞雜交研究，就一直是組織培養領域所發展的重點，發展速度也逐漸由迅速變成廣泛而緩慢。:5

## 基本設備與器材
植物組織培養實驗室不同於一般的生物或化學實驗室，特別需要注意清潔、維持無菌以及培養環境條件的控制。因此除了基礎設備以外，還需要特殊的空間以及設備。規劃時，除了要遵守一般實驗室規則，注重實驗室安全與方便性，操作者使用時，更要充分熟習各項設備之特性，以利正確操作。:2

### 空間設計
建立組織培養室，必須要有妥當的空間安排，將各個空間適當隔離，以避免互相干擾，且又能合理連繫，以便各項儀器及設備能有效率的使用以及管理，得到理想的培養效果:2。
| 空間名稱 | 用途                                                 |
| -------- | ---------------------------------------------------- |
| 準備室   | 配製培養基、滅菌、各種培養用具存放及清洗、汙染物暫存 |
| 接種室   | 植物材料接種無菌操作                                 |
| 培養室   | 培養材料置於控制環境下生長                           |
| 觀察室   | 觀察、紀錄、分析培養結果                             |

### 基礎設備列表
- 電動天平：秤藥用，至少需可測0.001g
- 酸鹼度儀：調整培養基酸鹼值
- 電磁攪拌加熱板：配製培養基，溶解洋菜及藥品
- 微波爐：配製培養基，溶解洋菜及藥品
- 冰箱：儲存藥品及培養基
- 蒸餾水製造設備：製造蒸餾水，精密的試驗則需二次蒸餾水
- 純水製造設備：製造去離子純水
- Milli-Q 水製造設備：製造逆滲透處理的水
- 一般離心機 :收集細胞、試藥、組織萃取等
- 微量試管離心機：收集微量材料、試藥等
- 真空抽氣機：減壓抽氣

### 無菌操作設備列表
- 高壓蒸汽滅菌釜：用於培養基、玻璃容器、金屬器材及耐高溫塑膠製品之滅菌
- 乾熱烘箱：用於玻璃容器及金屬器材類之乾燥與滅菌
- 無菌操作台：利用HEPA過濾網，阻隔空氣中的微粒與菌類孢子，營造無菌的操作環境；一般可分為水平送風式與垂直送風式
- 紫外線燈：利用紫外線燈直接照射使操作檯面、空間達到無菌
- 微孔過濾設備：用於處理不耐高溫的藥劑或培養基成分，以微孔過濾方式滅菌
- 超音波震盪器：用具清潔、植物材料表面之滅菌，尤其時表面有絨毛或凹凸不平之無菌材料
- 酒精燈：置於無菌操作台內，用於玻璃容器及金屬器材之滅菌

## 應用
植物組織培養已廣泛應用於植物育種，在單倍體育種、胚培養、體細胞雜交、細胞突變體篩選等方面均取得了顯著的成就。:6

### 育種

#### 花藥培養與單倍體誘導
自西普拉古哈-穆克吉與薩提許·錢德拉·馬赫什瓦里在1964年獲得單倍體植株以來，目前全世界已約有300種以上的植物成功透過花藥或花粉培養的方式取得單倍體植株，且在取得單倍體後，若以秋水仙素處理使其染色體加倍，則可迅速獲得基因型純合的後代，較傳統上需透過多代自交才得以得到純系之方法，具有更高的效率。:6此外，單倍體植株容易表現基因的突變，且尤其是隱性的基因突變，因此也是做為誘變得理想材料。:85
不同植物行花藥培養的效率不同，必須注意植物種類、品種、植株生長狀態、花粉發育階段與時期、培養基成分及荷爾蒙的種類與濃度均因植物種類而異。花藥培養後依植物種類不同而有兩種發育途徑，一為由花粉粒直接發育為胚，形成植株，另一途徑則由花粉粒先形成癒合組織，再由癒合組織再生植株。不論經由哪一個途徑發育，形成的植株中除了單倍體脂外，也會有染色體自然加倍的同型結合二倍體，甚至三倍體以上的多倍體出現，因此必須進行染色體的檢定以進行確認。:85

#### 胚培養
早在1940年代，胚培養就已被用來克服植物遠源雜交之不親合性。將幼胚發育至特定日數時進行離體培養，使自然條件下早夭的幼胚有機會因此發育成熟，獲得雜種後代，目前已在50多科屬中獲得成功。:6

#### 體細胞雜交
體細胞雜交可以打破物種間的生殖隔離，實現原先困難的基因交流，是改良植物品種並創造新類型植物的有效途徑。目前體細胞雜交，主要是透過原生質體融合進行，電融合以及PEG法為目前最主流的體細胞融合法。:104透過體細胞雜交，目前已選育出細胞質雄性不稔菸草和水稻、馬鈴薯、番茄、甘藷、馬鈴薯與番茄的交種、甘藍與白菜的交種等創新品系。:6

#### 細胞突變體篩選
在組織培養的過程中，培植體細胞處於不斷分裂的狀態，易受培養基成分與外界壓力的影響而產生變異。大量研究表明，細胞層級的分裂，其突變頻率遠高於個體或器官層級的誘變，且能在較小空間內一次處理大量材料。若是透過體細胞胚胎發育途徑再生植株，還可克服個體或器官層級誘變時較易出現的嵌合體現象，獲得同質突變體。目前，運用體細胞無性系變異以及離體誘變技術已獲得一批抗病蟲、抗殺草劑、耐寒、耐鹽的優質突變體。:6

### 去病毒化與離體大量繁殖
植物去病毒化與離體大量繁殖是目前組織培養應用最多、最有效的一個方面。許多植物，且特別是無性繁殖植物均受到多種病毒的侵染，造成嚴重的品種退化、產量降低與品質劣化問題。早在1943年菲利普·羅德尼·懷特就發現植物生長點附近的病毒濃度很低甚至沒有病毒，也因此若將莖頂生長點切下單獨培養，將可脫去病毒，獲得無病毒植株。:75利用這種方法，目前已在馬鈴薯、甘藷、草莓、大蒜、蘋果、香蕉等多種主要作物上大規模生產無病毒種苗。:7
植物離體培養的優勢在於快速、材料來源單一、遺傳背景相同且不受季節和地區等條件限制，重複性好。離體快速繁殖效率較常規方法快數萬至數百萬倍。目前，世界上已建立了許多組織培養工廠，成為一個興新產業。:7

### 二次代謝物生產
藉由大規模的植物細胞組織培養，可以高效生產各種天然代謝物，如蛋白質、脂肪、醣類、酚類、生物鹼、天然色素等物質。因此，近年來這一領域引起了人們的廣泛興趣與高度重視。常見的應用如，用細胞培養技術生產蛋白質，將給飼料和食品工業提供充裕的的原料；或是以組織培養大量生產人工難以合成的二次代謝物，以進行大規模的工廠化生產。:7

### 種原保存
利用植物組織培養進行離體低溫或冷凍保存，可大幅減少所需人力、物力以及土地需求，並讓需保護物種之基因組得以保留。同時，離體保存的材料不受病蟲害威脅及季節上的限制，有利於國際間之種原交換與合力保存。:7

## 未來發展

### 光合自營組織培養技術
光合自營組織培養技術，又稱為植物無糖組織培養技術，主要概念是以去除植物培養基中的糖分，使植物僅倚賴光合作用自營生長。此項技術不僅能降低因為糖分所造成的染污風險，也能使植株更加健壯，進而增加馴化的成功率，更能減少植物組織培養過程中所需耗費的成本與人力資源，是未來組織培養發展的重點方向。:184-185:3-13

### 低成本之組織培養技術
組織培養技術，雖然較傳統之生產方法來說更具有效率與穩定性，然而高額的成本，一直是組織培養在商業生產上的硬傷。而目前對於減少組織培養成本之研究有三個主要的方向，分別為增加目標產物增殖之效率，發展更節省人力之組織培養程序以及發展非生長室之植株培養方式，盼能降低組織培養所需之成本。:10-13

## 外部連結
- 植物組織培養 （页面存档备份，存于）
- 什麼是組織培養 （页面存档备份，存于）
- 組織培養(植物) - 中國大百科智慧藏 （页面存档备份，存于）